# Cerámica Mino

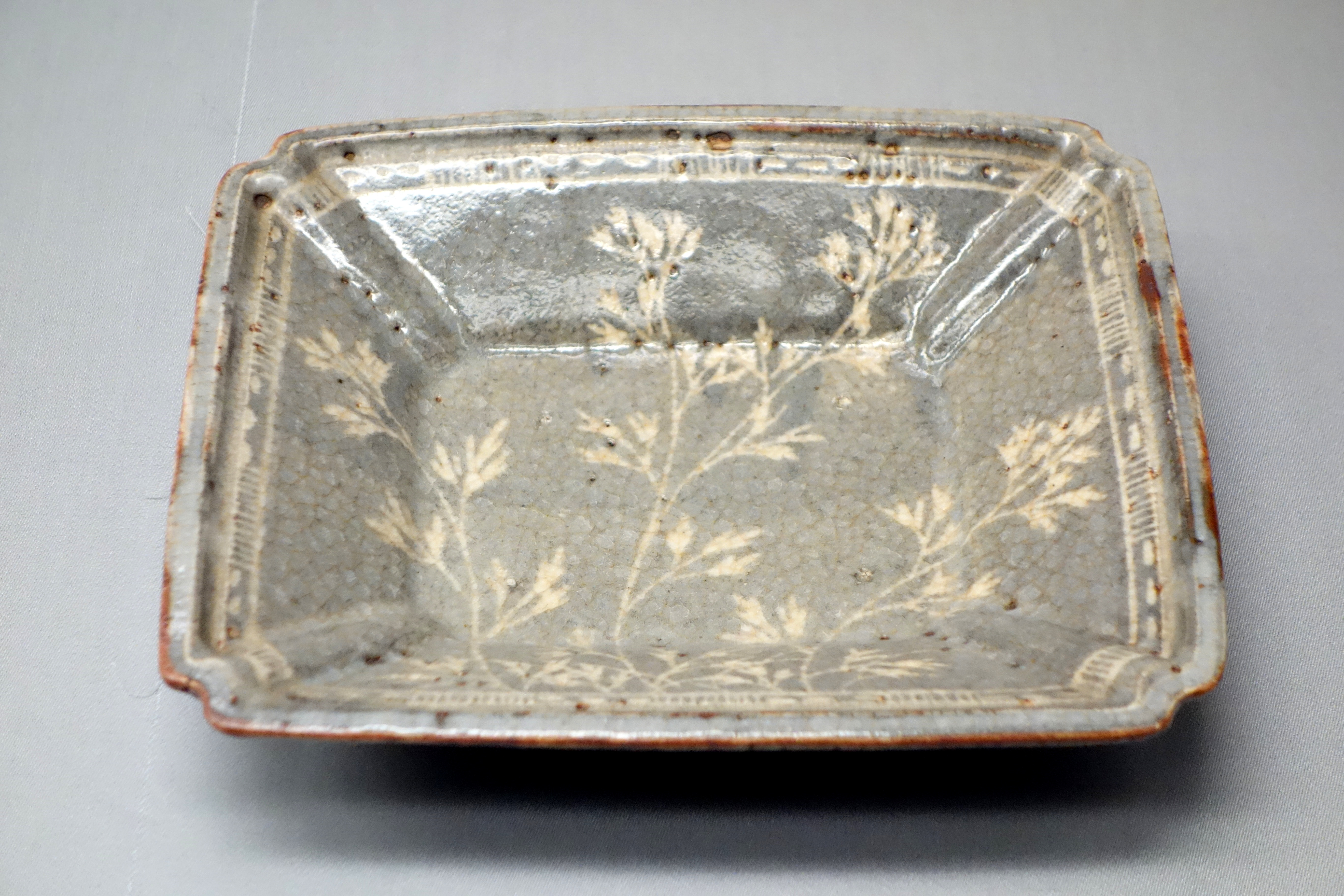
Plato cuadrado de cerámica Mino con diseño de hierbas otoñales, tipo Nezumi-Shino gris, período Azuchi-Momoyama a Edo, siglos XVI-XVII

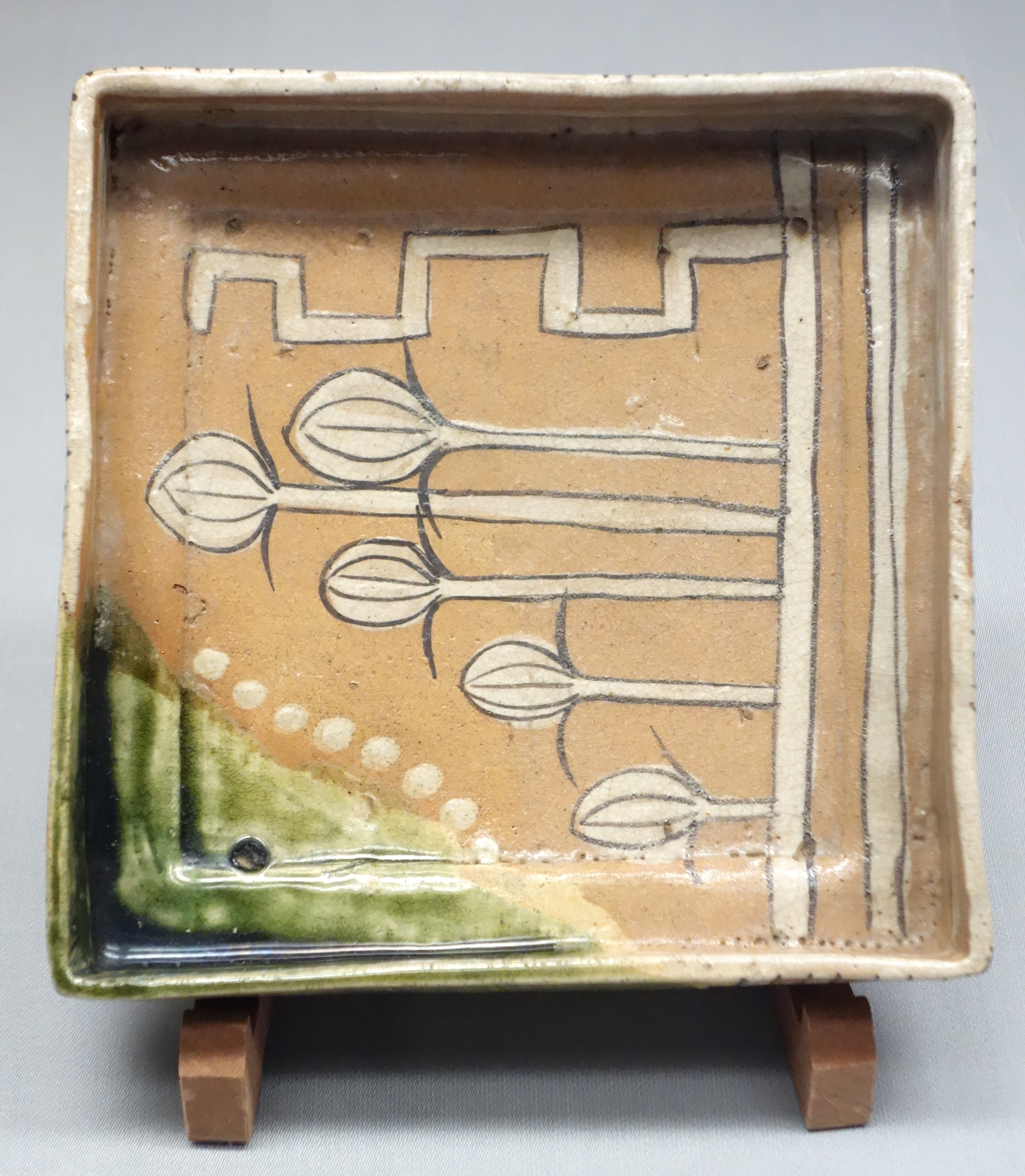
Cuenco angulado de cerámica Mino, tipo Oribe, período Edo, siglo XVII

La cerámica Mino (美濃焼 Mino-yaki?) es un estilo de cerámica japonesa que se produce en la provincia de Mino, principalmente en las ciudades de Tajimi, Toki, Mizunami y Kani en la prefectura de Gifu, centro de Japón.

## Historia
La historia de la cerámica en la zona de Toki comenzó hace más de 1.300 años. En la ciudad se han recuperado algunos restos de hornos y piezas de loza del siglo VII. Durante las guerras anteriores al Período Azuchi-Momoyama (1568-1614) los artesanos de la zona de Seto (Aichi) huyeron y se establecieron en esta región. Estaban bajo la protección de los señores de Toki. La alfarería fue fundada por Katō Yosabei, cuyos hijos también promovieron otros talleres en la zona. El valor técnico y la impresión artística alcanzaron nuevas cotas cuando empezaron a producir vajillas para  la ceremonia del té.
Bajo la dirección del señor Furuta Oribe, se desarrolló la Cerámica Oribe como una variación de esta. Los señores feudales Daimyō admiraban estos recipientes para el té, cuencos (chawan), teteras y utensilios con estilos únicos. A partir del Período Edo (1603-1867) se puso mayor énfasis en la producción de piezas funcionales de uso cotidiano. Algunos hornos de Mino también producían cerámica Ofukei.
Con la llegada de la producción en cadena en la Era Meiji (1868-1912) la cerámica Mino se volvió muy asequible. Esta cerámica representa aproximadamente el 50% de la cerámica japonesa producida.

## Estilos
A lo largo de los siglos se desarrollaron cuatro estilos de Mino que se diferencian entre sí por su apariencia. Tienen una gran vinculación con la ceremonia del té:
- Cerámica Ki-Seto: el estilo es amarillo.[5]
- Cerámica Setoguro: el estilo es negro. [5]
- Cerámica Shino: el estilo es a menudo gris con diseños de hierbas otoñales en blanco como temática destacada. Se consigue haciendo una incisión a través de una capa de óxido de hierro y cubriéndola con un esmalte de feldespato. En el horno, el fuego hacía resaltar las variaciones de color a través del vidriado irregular. Los subestilos son Muji-Shino, E-Shino, Beni-Shino, Aka-Shino y Nezumi-Shino.
- Cerámica Oribe: el estilo es verde y negro.[5] Los subestilos son Ao-Oribe, So-Oribe, Aka-Oribe, Narumi-Oribe, Shino-Oribe y Kuro-Oribe.

## Técnicas
La formación de la pieza va desde el uso del torno alfarero al modelado a mano o tallado. Tras su decoración o talla, realizada con cepillos de metal o bambú, se realiza una primera cocción (bizcochado) a baja temperatura. Posteriormente se esmalta y se realiza la segunda cocción. en algunas piezas se aplican pigmentos sobre el vidriado.